# Сосиете дез Авион Марсел Блок
Сосиете дез Авион Марсел Блок (на френски: Société des avions Marcel Bloch; накратко МВ) е френска компания за разработка и производство на граждански и военни самолети, основана от Марсел Блок, станал известен по-късно като Марсел Дасо.
Компанията е основана през 1928 г., но реално започва да развива дейност през 1930 г., когато Марсел Блок, благодарение и на свои предишни познанства във висшите френски кръгове, получава поръчка за разработката на тримоторен пощенски самолет, предназначен за френските колонии. След получаването на тази поръчка, Блок събира екип за осъществяването ѝ; това той прави чрез обяви във вестниците – така се запознава с Бено-Клод Валиер и Анри Дьоплант, хората, които ще бъдат негови най-близки сътрудници през живота му. (По-късно към тях се присъединяват и други инженери, сред които Жан Кабриер, Люсиен Серванти, Пол Дьоплант.) Прототипът, условно наречен Type Colonial е разработен и построен в Бюк, в хангар, предоставен от Луи Блерио, където условията не са от най-добрите. Въпреки това самолетът покрива всички изисквания и през 1932 г. е произведена серия от 12 машини под обозначението MB 60.
Следващият самолет на компанията е разработен по инициатива и с финансирането на самия Блок, като за целта той наема малък завод в Булон-Биланкур. Това е санитарният MB 80, който е произведен в серия от 20 машини.
През 1932 г. МВ се премества и установява за постоянно в Курбьовоа, където са създадени основната част от самолетите на фирмата. През 1936 г. френското правителство реорганизира авиационната промишленост в страната, национализирайки редица предприятия и Блок е един от засегнатите — Avions Marcel Bloch е влята в структурата на държавното предприятие SNCASO, а той е назначен за негов генерален директор. Въпреки това, самолетите конструирани и произведени там, продължават да носят обозначението МВ.
С капитулацията на Франция в началото на Втората световна война се прекратява и дейността на компанията под ръководството на Марсел Блок. След края на войната, през 1947 г., Блок, вече приел името Марсел Дасо, отново създава собствена авиостроителна компания под името Сосиете дез Авион Марсел Дасо (Société des Avions Marcel Dassault), известна днес като Дасо Авиасион.